# Rita Effendy
Rita Effendy, właśc. Rita Kurniawati Effendy (ur. 26 kwietnia 1969 w Bandungu) – indonezyjska piosenkarka.
W trakcie nauki w szkole podstawowej brała udział w dziecięcych konkursach muzycznych. W 1988 r. wygrała festiwal wokalny Vinolia, następnie weszła w skład grupy Kahitna. W 1991 r. została laureatką konkursu Young Star na Tajwanie (The Best Performer). Pod koniec 1992 r. dołączyła do formacji Elfa’s Singers. Wraz z Dwikim Dharmawanem wygrała Asia Song Festival 2000 w Manili na Filipinach.
Swoją karierę solową zapoczątkowała w 1995 r., kiedy to ukazał się jej album pt. Telah Terbiasa. Do 2000 r. zdążyła wydać cztery albumy i tym samym umocniła swoją pozycję na indonezyjskiej scenie muzycznej.
Na swoim koncie ma także nagrodę AMI (Anugerah Musik Indonesia) 1997 w kategorii najlepsza piosenkarka popowa.
Do znanych jej utworów należą m.in. „Saling Setia” i „Januari di Kota Dili”.